# 洪德斯塔科格爾山

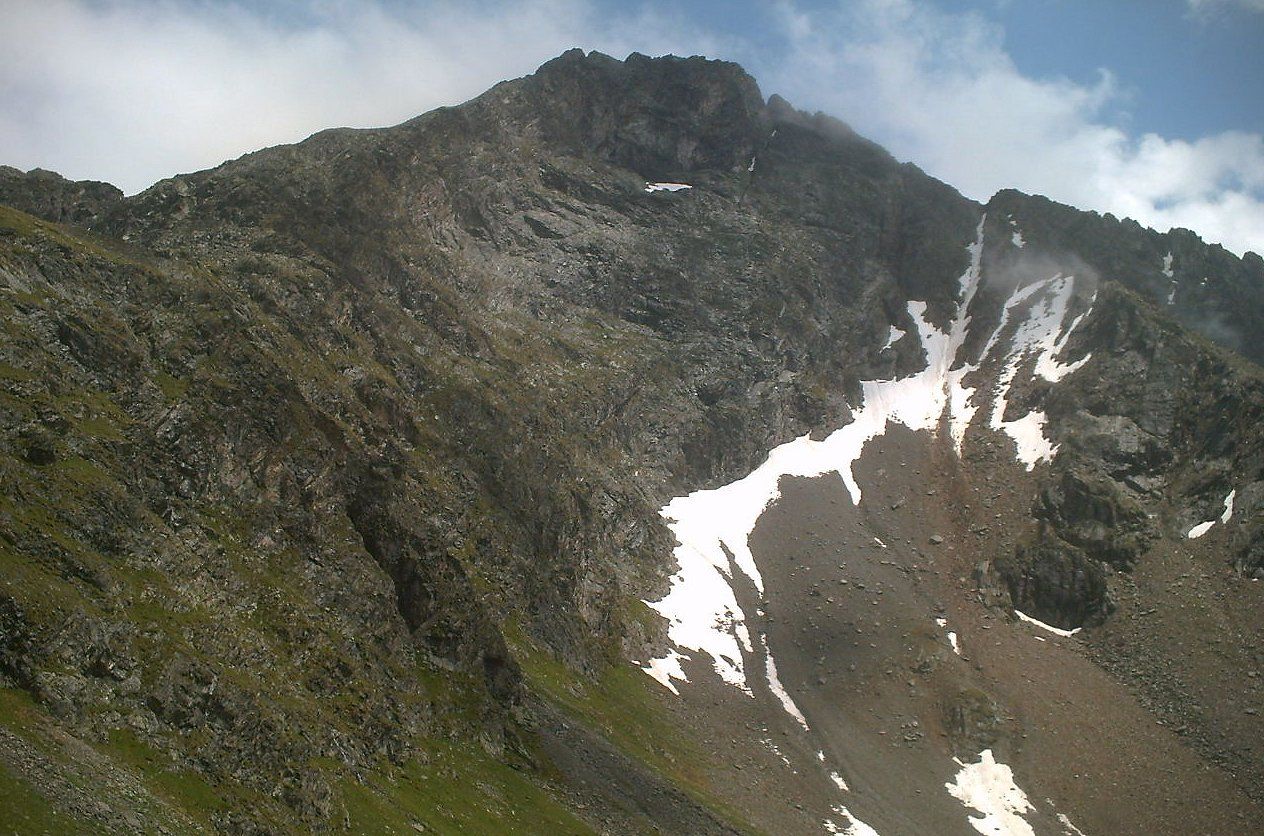

47°01′58″N 10°53′35″E / 47.032781°N 10.89300°E
洪德斯塔科格爾山（德語：Hundstalkogel），是奧地利的山峰，位於該國西部，由蒂羅爾州負責管轄，屬於奧茨塔爾阿爾卑斯山脈的一部分，海拔高度3,080米，每年平均降雨量1,889毫米。